# Antonio Bayter Abud
Antonio Bayter Abud (El Banco, Magdalena, 8 de octubre de 1933-Medellín, 21 de agosto de 2020) fue un sacerdote católico colombiano, reconocido por su labor en la triple frontera entre Colombia, Brasil y Venezuela como vicario apostólico de Inírida.

## Carrera
Bayter Abud nació en el municipio de El Banco, Magdalena en 1933. Cursó estudios básicos en su pueblo natal, ingresando más adelante en el Seminario del Instituto de Misiones Extranjeras de Yarumal, donde se graduó en Filosofía y Teología. Realizó su especialización en Pastoral de la Espiritualidad en la institución mexicana Centro de Espiritualidad de los Padres Carmelitas.
El 21 de octubre de 1956 recibió el orden sacerdotal en el municipio de Yarumal. Acto seguido se vinculó con el Vicariato Apostólico de Istmina, donde realizó diversos cargos entre 1956 y 1960. En la década de 1960 trabajó de la mano del seminario de Yarumal y en 1972 fue elegido superior general de la institución. Años más tarde viajó a Cuenca, Ecuador para desempeñarse como párroco de Sayausí. A comienzos de la década de 1990 retornó a su país para trabajar en el Vicariato Apostólico de Buenaventura en calidad de tesorero y como párroco desde 1995.
En 1997 fue nombrado obispo de Sudarca y primer vicario Apostólico del Vicariato de Inírida por el Papa Juan Pablo II. Permaneció en su cargo hasta el año 2013, realizando una importante labor en la triple frontera amazónica entre Colombia, Brasil y Venezuela.

### Fallecimiento
Bayter falleció el 21 de agosto de 2020 en Medellín a los ochenta y seis años.